# 血洗島

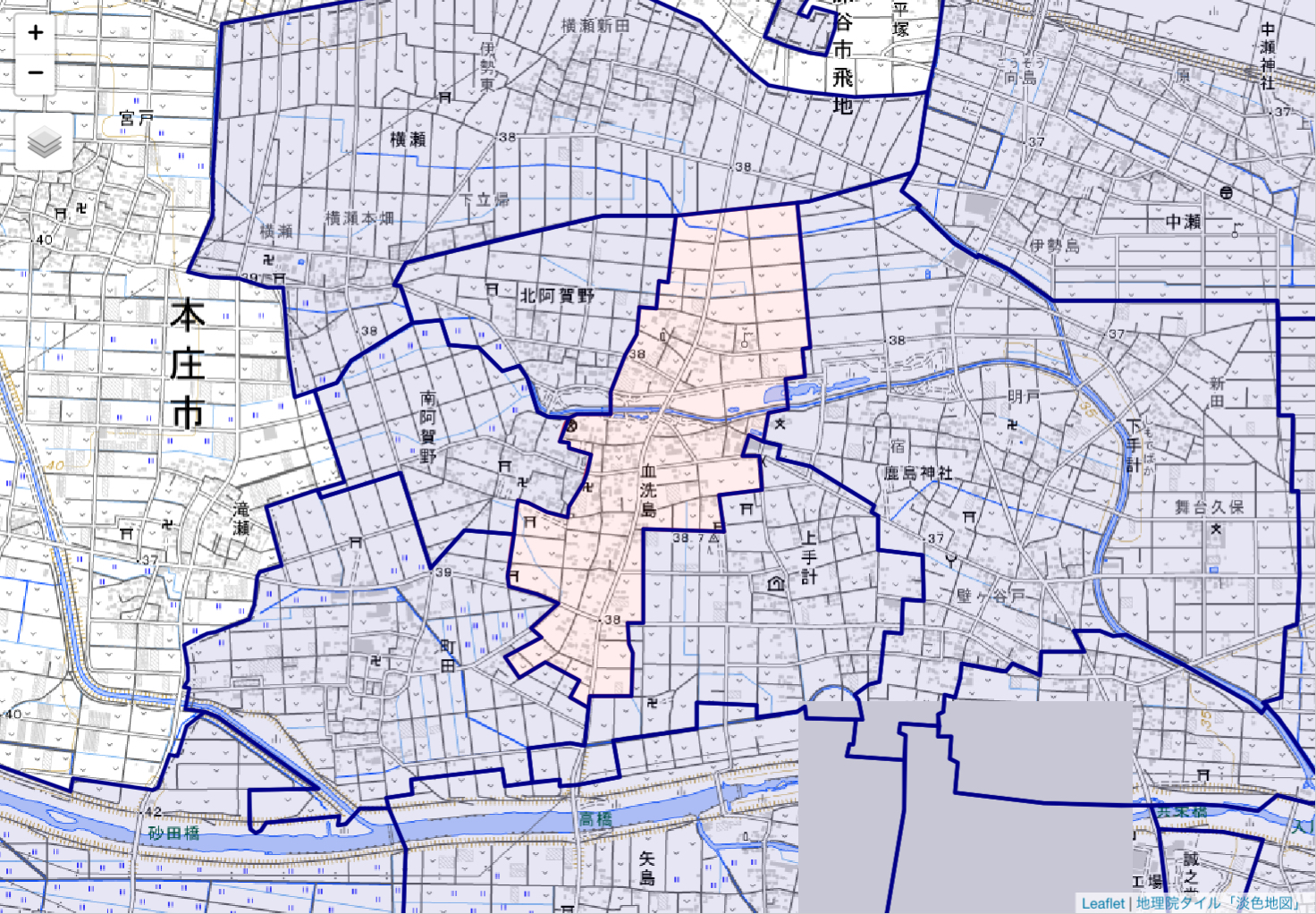
血洗島近傍図

血洗島（ちあらいじま）は、埼玉県深谷市にある大字および地区の名称である。市では八基地区で分類されている。郵便番号は366-0006。面積は615180.118平方メートル。2015年時点の国勢調査で人口は448人、世帯数は145世帯である。旧榛沢郡血洗島村。「近代日本資本主義の父」と称される実業家・渋沢栄一が生誕した場所として知られている。

## 地理
埼玉県の北部地域で、深谷市の北西部に位置する南北に長い地域。区域の東側を下手計や上手計、南側を町田、西側を南阿賀野や北阿賀、北側を横瀬と隣接する。また北部は横瀬を挟み河川飛び地である群馬県伊勢崎市境島村が近傍に位置する。地区中央部を清水川が東西に流れる。全域が利根川と小山川に挟まれた後背地沿いの沖積平野部に属していて起伏は一切無い。地内は畑などの農地が広がり蔬菜栽培が盛んであるなど、農業的土地利用の比重が高い地域である。なお、地名に「島」という字があるが島ではない。

## 歴史
もとは江戸期より存在した武蔵国榛沢郡岡部領に属する血洗島村で、さらに古くは大寄郷藤田荘に属したと云う。また、慶安2年から3年（1649年から50年）に成立したとされる「武蔵田園簿」に血洗島村の記載がある。戦国期の天文年間では芦田氏領で、1537年（天文6年）に当地に移住した下総国の吉岡和泉重行が開墾を始め、その頃の戸数は5軒だったと云う。
村高は正保年間の『武蔵田園簿』によると210石余（全て畑）、『元禄郷帳』によると210石余、1834年（天保5年）の『岡部藩領取調帳』や『天保郷帳』によると346石余であった。化政期の戸数は50軒で、村の規模は東西4町余、南北19町であった。村内には上ノ淵および下ノ淵と呼ばれる2つの沼地がかつてあった。村の北部には東西方向に延びる水除堤が築造されていた。村の物産は蚕卵紙や生糸などの養蚕関連業であった。後述の藍の生産も養蚕並みに盛んであった。
1889年の町村制施行までは、血洗島村という名称であった。
- 知行は徳川氏の関東入国後は旗本安部信勝氏[12]、慶安2年[15]より岡部藩を立藩してその後半原藩領となる。なお検地は1590年（天正18年）に実施[8]。
- 1871年（明治4年）
  - 7月14日 - 廃藩置県により半原県の管轄となる。
  - 11月14日 - 第1次府県統合により、入間県の管轄となる。
- 1873年（明治6年）6月15日 - 入間県が群馬県（第1次）と合併して熊谷県の管轄となる。
- 1876年（明治9年）8月21日 - 第2次府県統合により、埼玉県の管轄となる。
- 1879年（明治12年）3月17日 - 郡区町村編制法により成立した榛沢郡に属す[8]。郡役所は熊谷宿に設置。
- 1889年（明治22年）4月1日 - 町村制施行により、大塚村、血洗島村、上手計村、下手計村、横瀬村、町田村、南阿賀野村、北阿賀野村が合併し、新たに榛沢郡手計村が発足[14]。血洗島村は手計村の大字血洗島となる。地内に手計村役場を設置[16]。
- 1896年（明治29年）3月29日 - 郡制施行により、榛沢郡が大里郡、幡羅郡、男衾郡と合併し大里郡となる[17]。
- 1890年（明治23年）2月28日 - 大里郡八基村に名称を変更[14]。役場は地内の旧手計村役場の庁舎を使用[18]。
- 1954年（昭和29年）11月3日 - 新會村と合併し、新たに豊里村が発足[14]。豊里村の大字となる。
- 1955年（昭和30年）1月1日 - 中瀬村が編入合併する[14]。
- 1973年（昭和48年）4月1日 - 旧深谷市と合併し、深谷市となる[14]。深谷市の大字となる。
- 2010年（平成22年）3月27日 - 清水川の河川改修の一環で青淵公園が整備され、完成する[19]。

### 小字
- 中河原[20]
- 荒句
- 清水川
- 中南
- 赤根屋敷

## 地名の由来
渋沢栄一が『龍門雑誌』で載せた談話では、赤城の山霊が他の山霊と戦った際に片腕を拉がれ、その傷口をこの地で洗ったことに由来するといったおどろおどろしい説を紹介しているが、他にも、この地がもともとアイヌ語で「ケシ、ケセン、ケッセン」という音の言葉（日本語で言えば岸や末端という意味の言葉）で呼ばれていて、その音をあらわす当て字として漢字の「気仙」や「血洗」を使ったから、「ちあらい」と読むとする憶測（一種の誤読）が生じたとする説（付近を流れる「とねがわ」の「トネ」という音も、アイヌ語で「長い」という意味という説がある。隣村の「手計村（はかむら）」の「はか」も、もとはアイヌ語の「ハケ」（崖という意味の言葉）で、音を表記する当て字が「手計」で、それが「ハカ」と読まれるようになったとする説もある。)
他にも、昔この地域で合戦があり、戦場で負傷して片手を失った家臣が切り落とされた片手を洗ったため、血洗島という名前になったという説など様々な説がある。また、3番目の説で挙げた家臣の手を葬った墓は手墓と呼ばれているという伝説もあった。
陸地にあり島でもないのに地名に「島」という言葉が含まれる理由は、もともとこの地域一帯は利根川南岸の氾濫原（洪水が起きやすく、しばしば水没する平原）の中にあり、「四瀬八島」と呼ばれている場所がある（4の瀬、8の島。中瀬・横瀬、内ヶ島・西島など）ということに由来する。

## 藍の生産
江戸時代には藍は染料として重要な作物であり、多く生産されていた。当時有名であった藍の産地は阿波国（徳島県）の吉野川周辺である。この他に利根川周辺が藍の生産に適した土地であり、大量生産されていた。血洗島も利根川が近く生産に適していたため、藍の生産は盛んであった。また、藍を育てる肥料となる粕や干鰯を「中瀬河岸」経由で入手することが出来たため、良質な藍を生産することが可能であった。後述する渋沢家の「中の家」でも藍を栽培、それを使い染料となる藍玉を製造していた。渋沢栄一の最初の商売活動は血洗島で取れた「藍葉の鑑定」であったと言われている。栄一は「武州自慢鑑藍玉力競」の番付表を作り、藍の農家を競わせることで阿波（徳島県）の藍に負けないものにしようとした。
なお、この藍の生産はインド藍の輸入やドイツ製の化学染料の普及により、明治期の終盤頃までにほぼ終焉し養蚕に置き換わったが、養蚕も終戦後に急速に衰退した。

## 世帯数と人口
2021年（令和3年）1月1日現在の世帯数と人口は以下の通りである。
| 大字   | 世帯数  | 人口  |
| ------ | ------- | ----- |
| 血洗島 | 173世帯 | 437人 |

## 地域

### 教育
血洗島に学校はないため、この地域に在住する小学生、中学生はそれぞれ深谷市立八基小学校、深谷市立豊里中学校に通う。

## 交通
地区内に鉄道は敷設されていない。最寄り駅は深谷駅だが、字赤根屋敷26番地6の地点よりおよそ6 km離れていて徒歩圏ではない。

### バス路線
- 北コース西循環線[26]
- 深谷市コミュニティバス「くるリン」が路線を運行している[27]。

### 道路

#### 都道府県道
- 血洗島を走る主要地方道・一般県道として埼玉県道45号と埼玉県道355号があり、それらが交差する地点に血洗島交差点が設けられている。
  - 埼玉県道45号本庄妻沼線
  - 埼玉県道355号中瀬普済寺線

## 名所

### 旧渋沢邸「中の家」(なかんち)

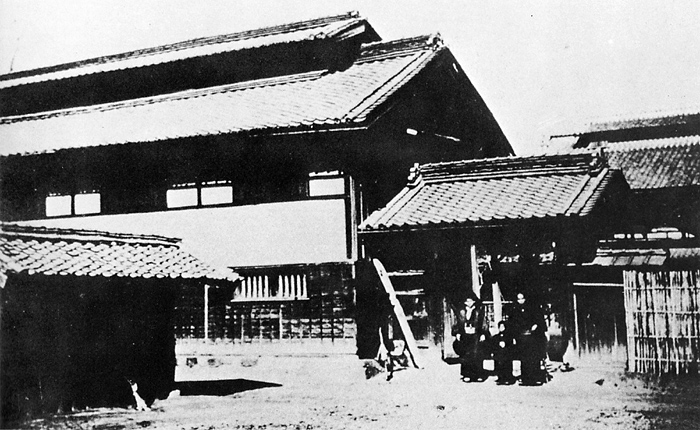
焼失前の先代の主屋

1895年（明治28年）に渋沢栄一の妹・貞と義弟・市郎の夫妻により、栄一の生誕地に建てられた建物である。栄一が帰郷した際に宿泊したと言われている部屋も残っている。先代の建物は養蚕の拡大のため1887年（明治20年）頃建て建て替えられたが、1892年（明治25年）の火事で焼失している。1983年（昭和58年）までは渋沢一族の建物であったが、その後「学校法人渋沢国際学園」として使用された。2000年（平成12年）には深谷市に帰属した。栄一がしばしば立ち寄った場所の中で、数少ない現存する場所である。また、施設内には栄一が80歳の頃の姿をイメージし制作した和装姿のアンドロイドがプレ公開された。「中の家」は市指定史跡であり、「渋沢栄一生地」として県指定旧跡にも指定されている。
2019年度から耐震補強・改修工事の設計に着手し、2022年2月から2023年4月末まで工事が行われ、同年8月10日にリニューアルオープンすることになった。リニューアル後は建物内の見学も可能となり、1階北側には先述のアンドロイドを映し出す「渋沢栄一アンドロイド・シアター」が整備され、2階は資料の展示スペースとして利用される。工事中に発見された煉瓦製のかまど跡も展示される。
- 所在地：深谷市血洗島247-1[28]
- 営業時間：9:00 - 17:00 年末年始以外無休[28]
- アクセス
  - JR深谷駅北口から車で約17分[28]
  - 関越自動車道花園ICから車で約29分[28]

### 諏訪神社

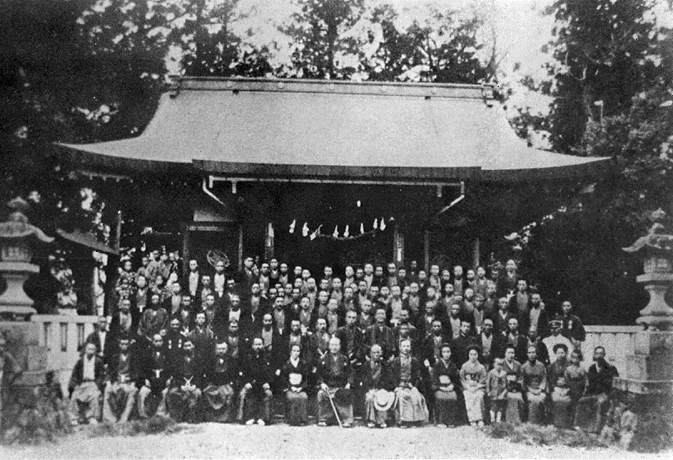
諏訪神社にて渋沢栄一（中央の杖を持った人物）との記念撮影。

旧血洗島村の鎮守であった。渋沢栄一はこの神社の獅子舞を愛して止まなかったと伝えられている。境内には1916年に氏子たちが栄一のために建てた「渋沢青淵翁喜寿碑」があり、栄一がその礼に拝殿を寄進。渋沢元治と渋沢虎雄がその設計に当たった。それ以来、栄一も毎年神社の祭に参加していたといわれている。
- 所在地：埼玉県深谷市下手計1204[33]
- アクセス：JR深谷駅から車で約15分

## その他施設等
かつては地内に神明社も鎮座していた。

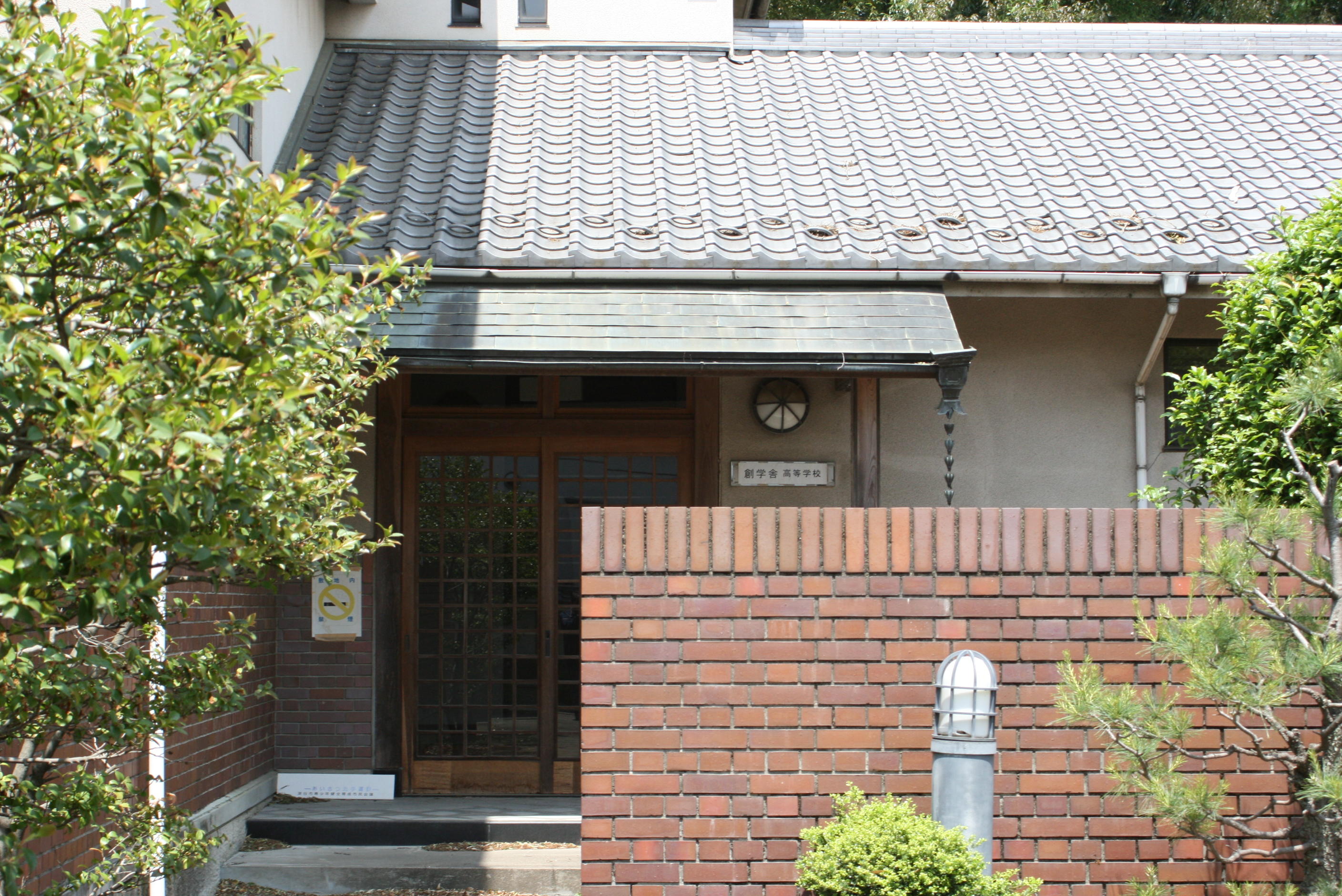
創学舎高等学校

- 青淵公園（一部） - 青淵由来之跡の碑がある。
- 創学舎高等学校 - 中の家の隣接地に所在する。
- 深谷市立八基小学校（一部） - 当学校の所在地は下手計であるが、体育館とプールの敷地が血洗島に掛かる。
- 薬師堂 - 地内に2箇所所在する。
- 稲荷神社 - 中の家の隣接地に所在する。
- 稲荷社 - 中瀬普済寺線沿道に所在する。
- 横村稲荷神社
- 血洗島ふれあい会館 - 諏訪神社の入口に所在する。
- JAふかや八基支店
- 光第二保育園

## 出身・ゆかりのある人物
- 渋沢市郎（養蚕家[36]、篤農家[37]、深谷銀行取締役、渋沢栄一の妹婿）
- 渋沢治太郎（八基村長、篤農家[37]）
- 渋沢作太郎（生糸売込商、横浜蚕糸外四品取引所理事）
- 渋沢成一郎（生糸売込商、一橋家家臣）
- 渋沢元治（電気工学者、名古屋帝国大学初代総長）
- 横山虎雄（旧姓渋沢、建築家、釜石製鉄所第三代所長）